# Китайски ръкавичен краб
Китайските ръкавични крабове (Eriocheir sinensis) са вид висши ракообразни от семейство Varunidae. Смятат се за инвазивни за Европейския съюз. 
Таксонът е описан за пръв път от Анри Милн Едуардс през 1853 година.